# Plectrurus guentheri
Plectrurus guentheri är en ormart som beskrevs av Beddome 1863. Plectrurus guentheri ingår i släktet Plectrurus och familjen sköldsvansormar. Inga underarter finns listade i Catalogue of Life.
Arten förekommer i södra Indien i delstaten Kerala. Honor lägger inga ägg utan föder levande ungar.